# Аталанта Барберини
Аталанта Барберини, или Победительница в беге (итал. Atalanta Barberini) — условное название античной статуи, мраморного римского повторения греческого бронзового оригинала «строгого стиля» (480–450 гг. до н. э.). Согласно одной из версий, статуя изображает Аталанту, персонаж древнегреческой мифологии, девушку, которая состязалась с мужчинами в беге. Более распространённая версия полагает, что это статуя молодой спартанки, победительницы на соревнованиях в беге на короткие дистанции. Такие состязания включали в Олимпийские игры (с 570 г. до н. э.).

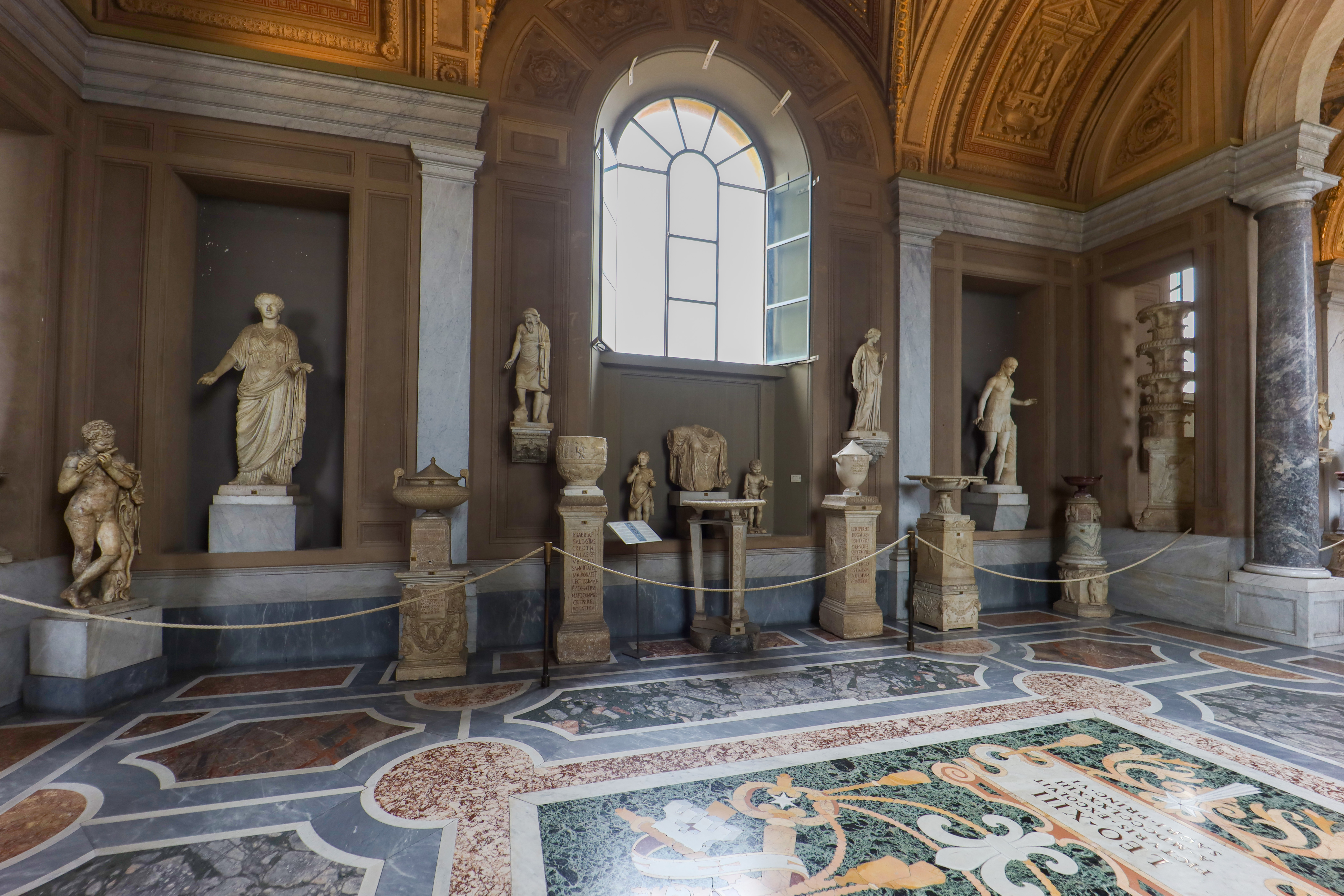
Галерея канделябров. Музей Пио-Клементино, Ватикан (справа Аталанта Барберини)

Описание подобных состязаний в Элиде приводит Павсаний: «Эти игры состоят из состязания девушек в беге; эти девушки не все одинакового возраста, поэтому первыми бегут самые молодые, за ними те, которые несколько старше их возрастом, и, наконец, бегут самые старшие из девушек. Бегут они так: волосы у них распущены, хитон немного не доходит до колен, правое плечо открыто до груди. И для их состязания предоставляется Олимпийский стадион, но для бега им уменьшают пространство стадиона приблизительно на одну шестую. Победительницам дают венки из маслины и часть коровы, приносимой в жертву Гере. Им разрешено ставить свои статуи с надписанными на них своими именами...».
Статуя находилась в семейной коллекции Барберини в Риме, а затем в 1772 году приобретена музеем Пио-Клементино (Ватиканские музеи, инв. № 2784). Затем она была восстановлена Джованни Пьерантони в 1783 году.
Статуя «Победительница в беге» хранится в Ватикане. Она изображает молодую спартанку (или элейку?) в коротком хитоне, подпоясанном высоко, под грудью (в Спарте девушек, участвующих в подобных состязаниях, называли «голобёдрыми»). В позднее время была неправильно реставрирована левая рука статуи (она не должна быть согнутой в локте). Кроме того, копиист ради устойчивости мраморной фигуры добавил ствол дерева с рельефным изображением пальмовой ветви. Правое плечо и грудь «победительницы» открыты. «Облик статуи полностью совпадает с описанием Павсания. Считается, что скульптура изображает (вопреки данному ей названию) бегунью перед стартом. При всей условности “строгого стиля”, орнаментальности в трактовке складок хитона и прически фигура полна очарования ранней греческой классики».

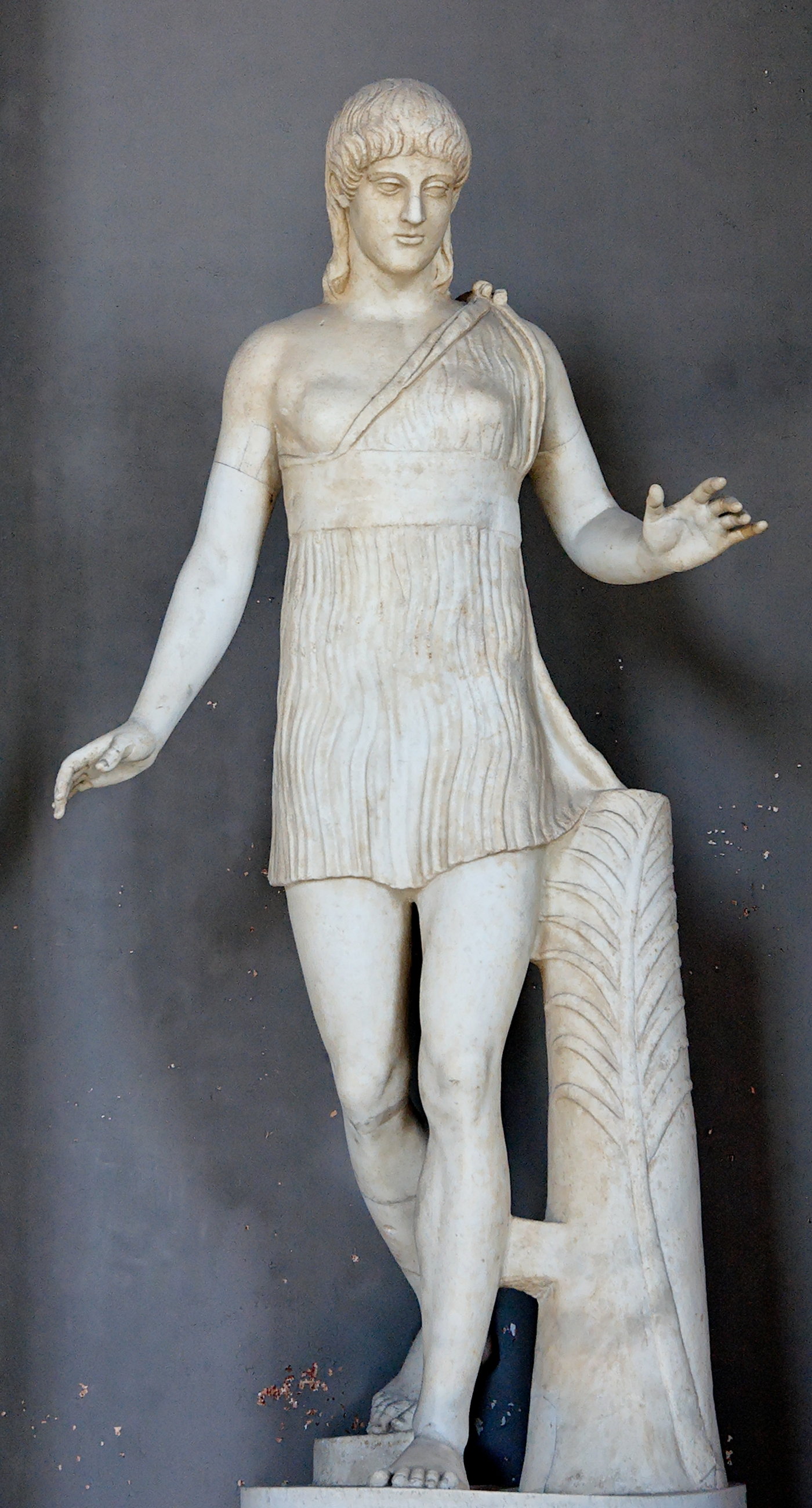
Аталанта Барберини. Середина I. в. до н. э. Мрамор. Галерея канделябров, Ватиканские музеи
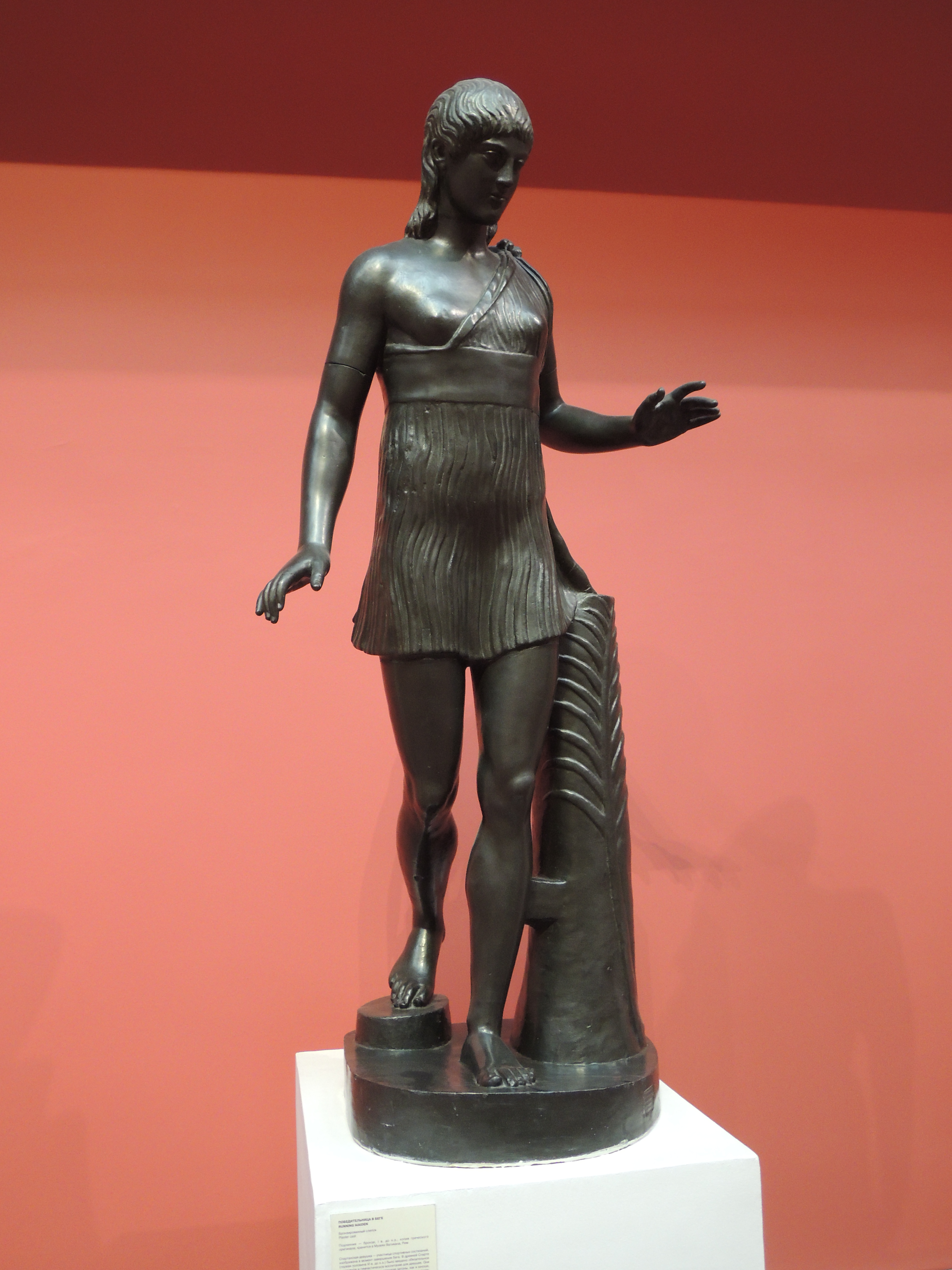
Аталанта Барберини. Гипсовый слепок в Музее изобразительных искусств им. А. С. Пушкина, Москва